# Montagny (AOC)

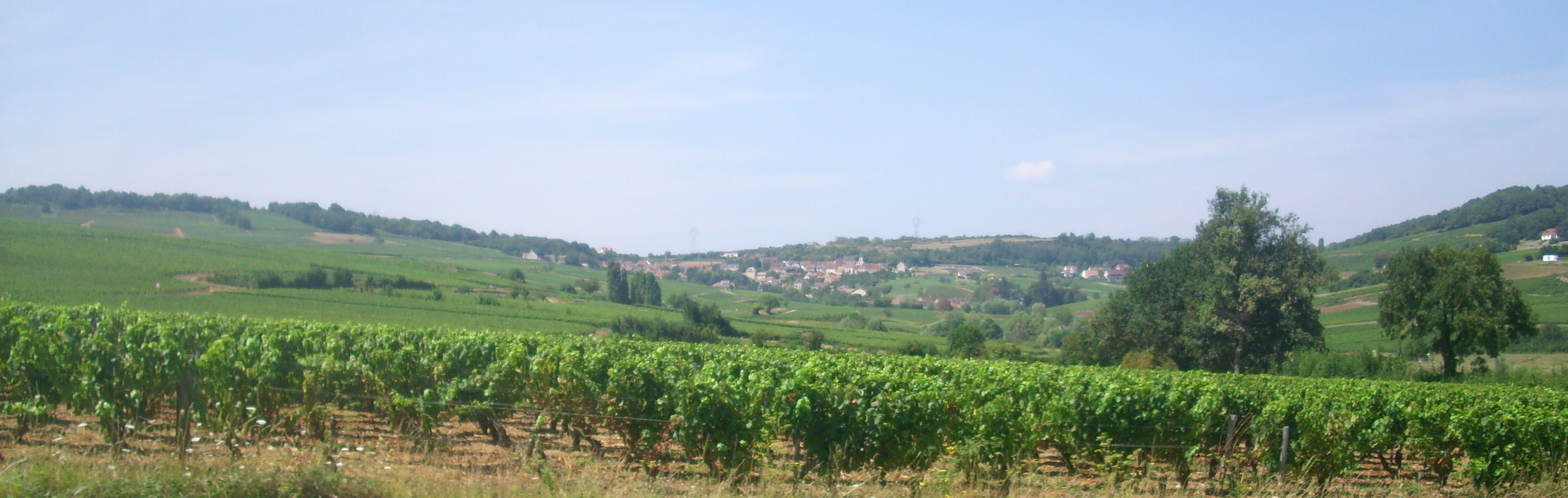
Wijngaard in de buurt van Montagny-lès-Buxy

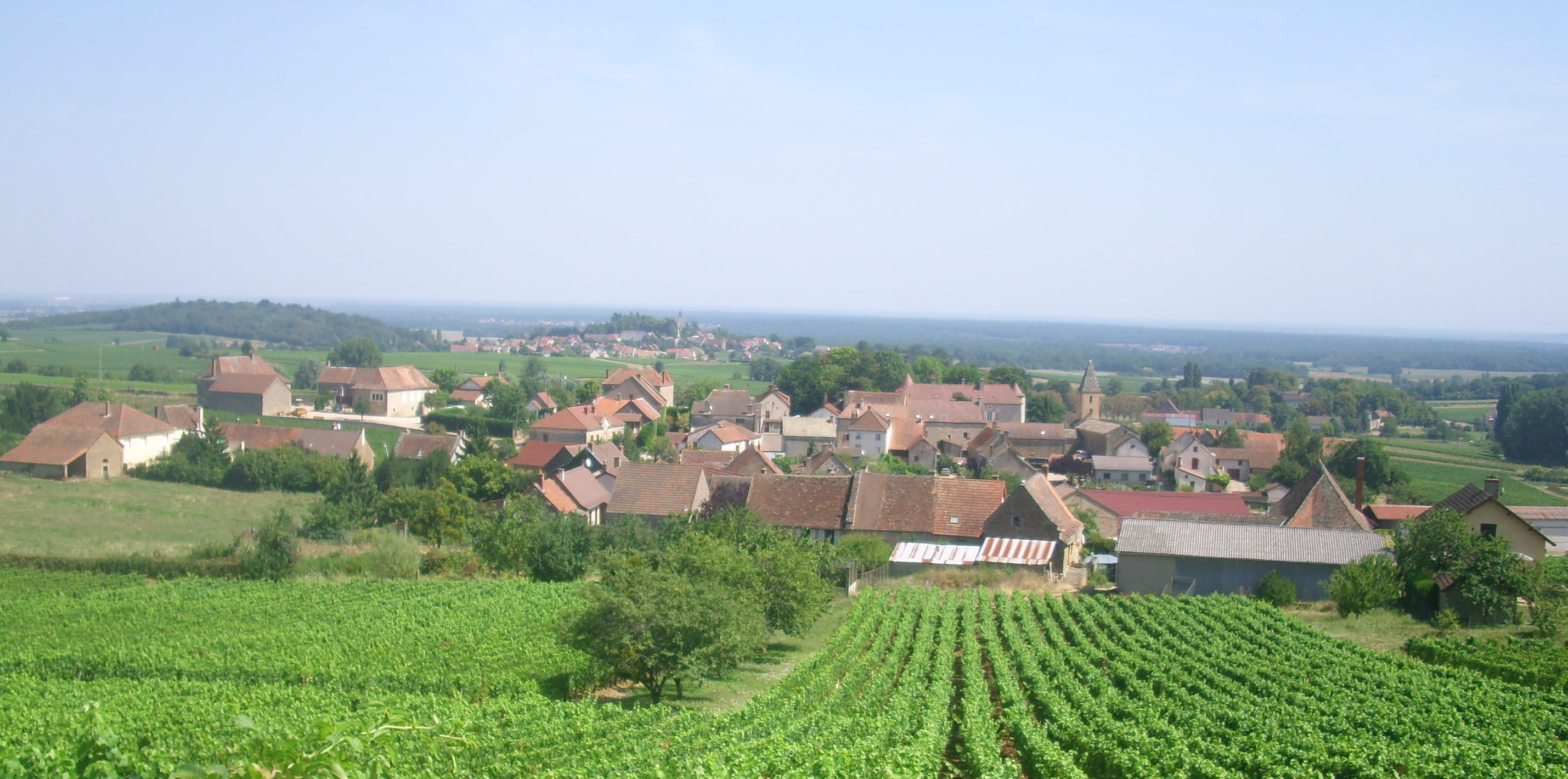
Wijngaard in de buurt van Saint-Vallerin

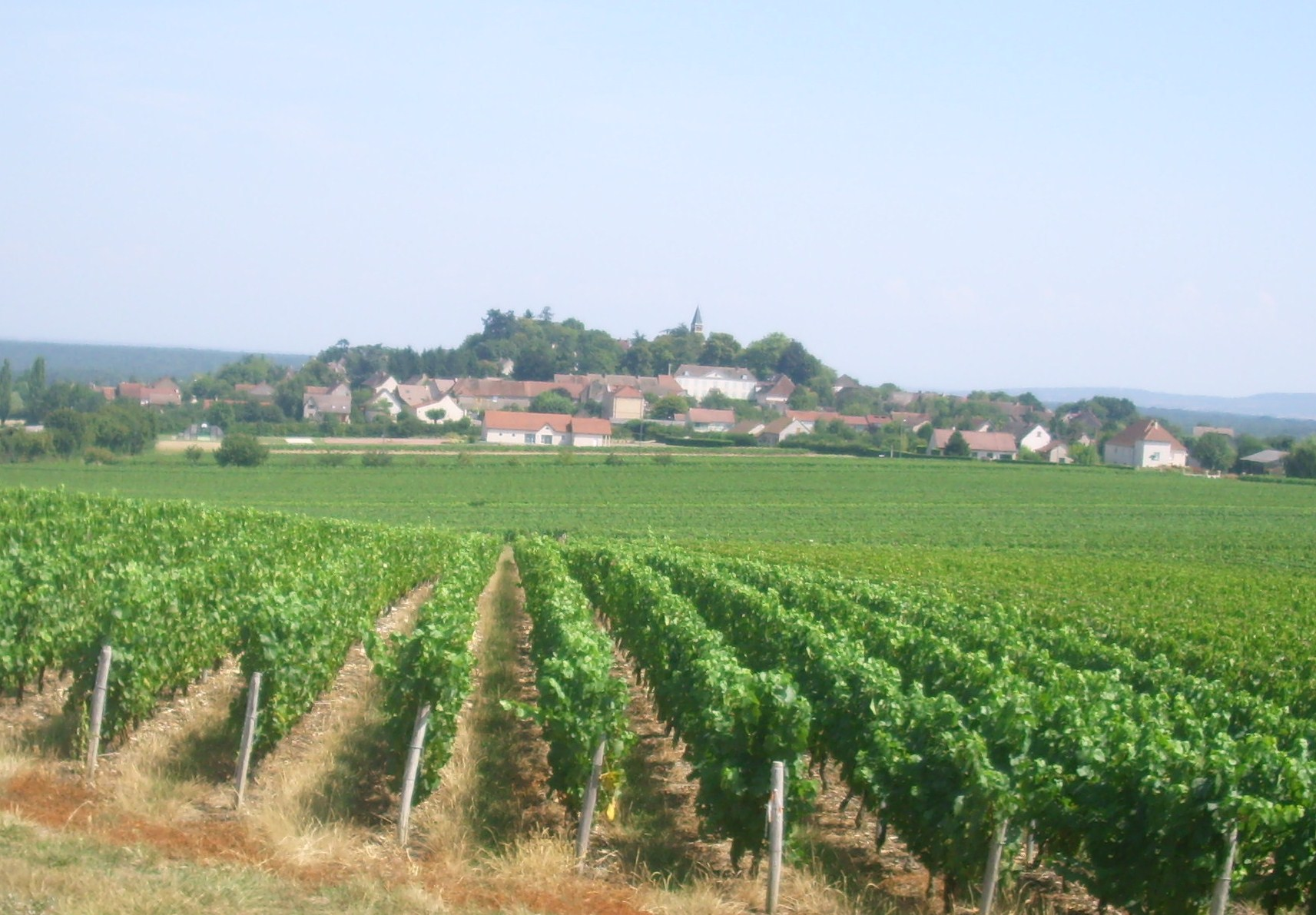
Wijngaard in de buurt van Jully-lès-Buxy

De Montagny AOC wordt geproduceerd in de gemeenten Montagny-lès-Buxy, Buxy, Saint-Vallerin en Jully-lès-Buxy in de Côte Chalonnaise, een wijnstreek in Bourgogne. De Appellation d'Origine Contrôlée (AOC) wordt hier gebruikt voor witte wijn gemaakt van de Chardonnaydruif. Er zijn 49 Premier cru wijngaarden in Montagny AOC, maar in deze regio worden geen Grand cru wijnen geproduceerd.

## Geschiedenis
Het waren de Romeinen die de teelt van de wijnstok naar de streek van Buxy brachten. De Romeinse keizer Domitianus gaf in 92 de opdracht tot gedeeltelijke ontworteling van de wijnstokken in het zuiden en in de Bourgogne om concurrentie te voorkomen. Maar keizer Probus annuleerde dit edict in 280.
De wijnbouw breidde gevoelig uit toen in de middeleeuwen de monniken van de abdijen van Cluny, Tournus, La Ferté en Chalon wijnstokken aanplantten. Er werd ook gezegd dat de wijnen van de regio vroeger werden verkocht onder de naam Côte de Buxy en dat ze gedurende verschillende eeuwen zowel rode wijn als witte wijn produceerden. In 1416 werd door de Franse koning Karel VI een productiebeperking ingevoerd.
In de jaren 1830 en 1840 kwam de parelmoermot en viel de bladeren van de wijnstok aan. Deze werd gevolgd door een schimmelziekte, echte meeldauw. Aan het einde van deze eeuw kwam nog een andere schimmelziekte de streek teisteren, de druifluis. Die was afkomstig van Noord-Amerika en bracht aanzienlijke schade toe aan de wijngaarden. De oplossing voor de Europese wijnboeren was het importeren van wortelstokken uit Noord-Amerika en hierop Europese varianten te enten. De Montagny AOC werd per decreet vastgelegd op 11 september 1936. Het decreet werd uitsluitend voor witte wijn erkend.

## Wijnbouw
De herkomstbenaming mag gevolgd worden door hetzij de bepaling Premier Cru, hetzij de naam van de wijngaard vanwaar de druiven afkomstig zijn, hetzij door beide benamingen als de wijn gemaakt werd met druiven die afkomstig zijn van een stuk wijngaard dat binnen het als Premier Cru geklasseerde gebied ligt. De benaming geldt voor 326,44 ha wijngaarden waarvan er 201,54 ha tot Premier Cru zijn benoemd (cijfers 2011). De wijngaarden moeten liggen in de gemeenten Montagny, Buxy, St. Vallerin en Jully-les-Buxy. Het alcoholpercentage moet minimaal 11% bedragen voor de Montagny AOC en 11,5% voor de Montagny Premier Cru AOC. Het maximum rendement mag 50 hl/ha bedragen.

## Terroir & Klimaat
De wijngaarden bevinden zich op heuvelruggen op een hoogte tussen de 200 en de 400 meter boven de zeespiegel. De hellingen zijn over het algemeen vanuit noordoost naar het zuiden gericht. In de kalkrijke bodem vinden we niet alleen schelpjes, maar meestal nog kleiachtig slib. Het overheersende landklimaat geeft strenge winters en zomers met hoge temperaturen.